# Flugunfall der Superior Aviation bei Fort Wayne 2000
Der Flugunfall der Superior Aviation bei Fort Wayne 2000  ereignete sich am 9. November 2000. An diesem Tag verlor der Pilot einer Frachtmaschine des Typs Fairchild Swearingen SA226-TC Metro II der Superior Aviation, mit der ein Frachtflug von Fort Wayne nach Milwaukee durchgeführt wurde, kurz nach dem Start die Kontrolle über die Maschine. Bei dem Zwischenfall wurde der Pilot, der als einziges Besatzungsmitglied an Bord war, getötet und die Maschine zerstört.

## Maschine
Das Flugzeug war eine 1978 gebaute Fairchild Swearingen SA226-TC Metro II mit der Werknummer TC-255, deren Erstflug im Juni 1978 erfolgt war. Die Maschine wurde im Juli 1978 mit dem Luftfahrzeugkennzeichen HK-2121 an die TAVINA ausgeliefert. Die Maschine wurde im Oktober 1979 an die Air Virginia verkauft, die diese mit dem Kennzeichen N255AV zuließ. Mit der Umbenennung der Fluggesellschaft in AVAir zum 15. Mai 1985 ging die Maschine in die Flotte der neuen Eigentümerin über. Im Juli 1985 wurde die Maschine von Fairchild gekauft. Im Februar 1986 wurde die Maschine von Air Midwest erworben und im August 1987 mit dem Kennzeichen N265AM wiederzugelassen. Im Januar 1988 wurde die Maschine auf die Regionalfluggesellschaft Nashville Eagle zugelassen, die Flüge unter dem Markennamen American Eagle durchführte. Am 8. August 1990 wurde die Maschine durch British Aerospace, im September 1990 durch die Memphis Group und im April 1991 durch die Beagle Aircraft Inc. aufgekauft. Später gehörte die Maschine dem Flugzeugleasinggesellschaft JODA LLC., die diese ab dem 20. August 1992 mit dem Luftfahrzeugkennzeichen N731AC zuließ und sie an die Aero Condor verleaste. Im Juli 1994 wurde die Maschine an die Aerocondor Argentina weitergegeben. Am 22. Mai 1995 wurde die Maschine an die Superior Aviation verkauft. Das zweimotorige Regionalverkehrsflugzeug war mit zwei Turboproptriebwerken des Typs Garrett TPE331-10UE-511G ausgestattet. 
Bis zum Zeitpunkt des Unfalls hatte die Maschine eine Gesamtbetriebsleistung von 20.885 Betriebsstunden absolviert.

## Pilot und Fracht
Es befand sich lediglich ein einzelner 39-jähriger Pilot an Bord, dieser verfügte über 2.870 Stunden Flugerfahrung, wovon er lediglich 75 Minuten in Maschinen des Typs Swearingen Metro absolviert hatte.
Die Beladung bestand aus 14 Kisten und fünf Beuteln, die auf der Ladefläche verlastet waren.

## Unfallhergang
Die Maschine startete unter Instrumentenflugbedingungen von der Startbahn 14 des Flughafens Fort Wayne zu dem nächtlichen Frachtflug. Kurz nach dem Abheben streifte sie Baumkronen, stürzte um 01:23 Uhr Ortszeit zu Boden und brannte aus. Der Pilot kam dabei ums Leben.

## Ursache
Das National Transportation Safety Board (NTSB) übernahm nach dem Unfall die Ermittlungen zur Unfallursache. Es wurde ein Anwohner als Augenzeuge vernommen, der äußerte, dass er eine Maschine in geringer Höhe über seinem Haus habe hinwegfliegen gesehen. Das Geräusch der Maschine verglich er mit dem Geräusch einer Kettensäge, die sich zügig durch einen Baum schneidet. Radardaten wiesen ein hufeisenförmiges Flugprofil der Maschine aus. Die Maschine sei im Anfangssteigflug eine Linkskurve bis auf eine Höhe von 2.479 Fuß geflogen, anschließend habe die Flughöhe wieder kontinuierlich abgenommen, wobei der Flug einer Linkskurve beibehalten wurde.
Das NTSB stellte fest, dass es während des Anfangssteigfluges zu einer Störung in der rechten Gleichstromleitung gekommen war, wodurch der künstliche Horizont ausfiel. Die Maschine sei nicht mit einem zusätzlichen künstlichen Horizont ausgestattet gewesen. Der Pilot sei durch die Arbeitsbelastung aus der geringen Erfahrung mit dem geflogenen Flugzeugtyp, dem Auftreten der elektrischen Störung zu diesem kritischen Zeitpunkt und bei einer Wolkendecke in niedriger Höhe sowie ohne die Anwesenheit eines zweiten Piloten im Cockpit schlicht überfordert gewesen.

## Folgen
Die Fluggesellschaft führte infolge des Unfalls eine Regelung ein, wonach auf ihren Flügen die Cockpits der Swearingen Metro jeweils mit zwei Besatzungsmitgliedern besetzt sein sollten.